# Comté de Taitung

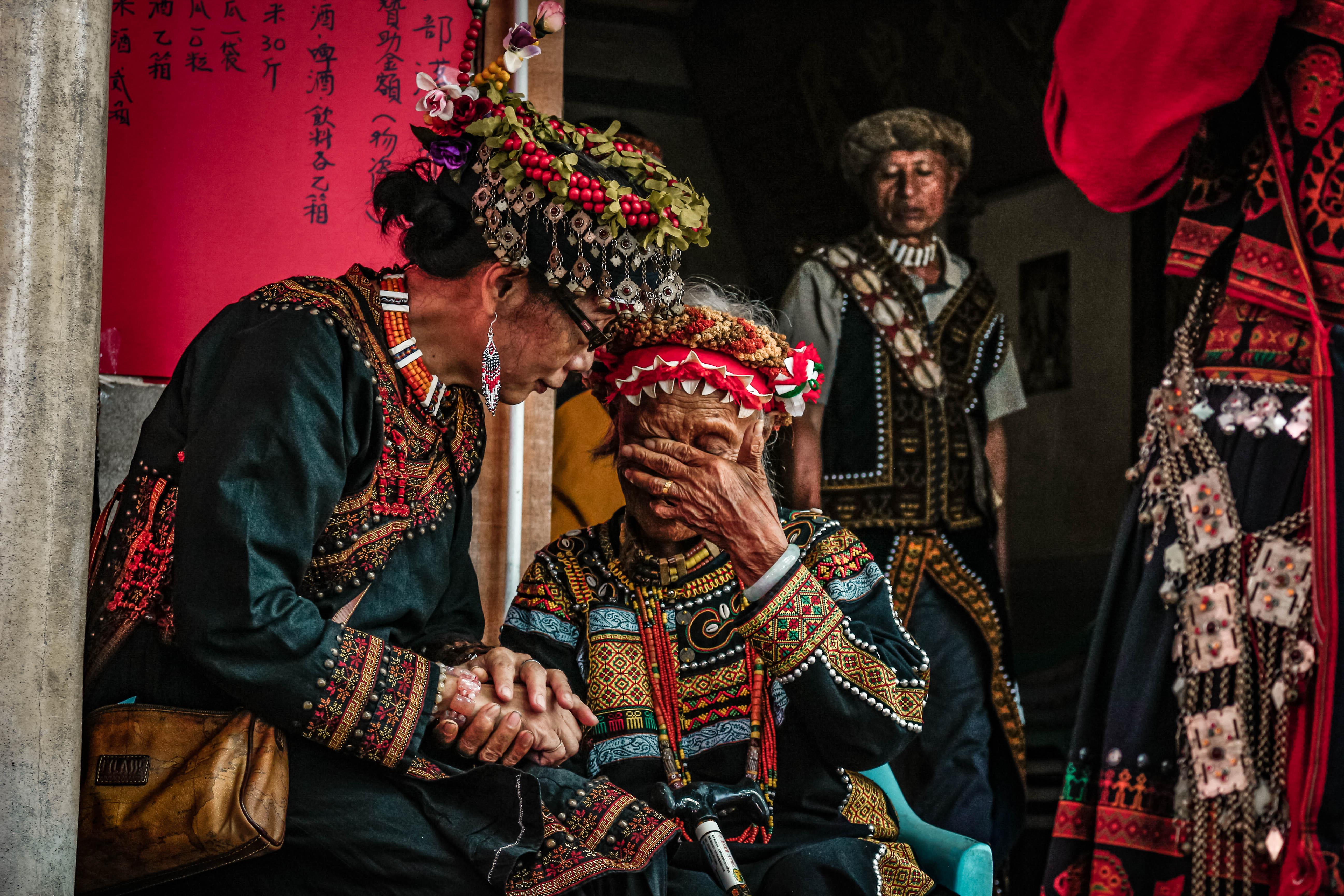
Des glissements de terrain dans les monts Dawu ont obligé des villageois Paiwan à déménager et à se séparer. Ils se retrouvent lors du festival annuel de Taitung, en laissant couler les larmes de la séparation. Aout 2019.

Le comté de Taitung (ch. trad. : 台東縣 ; py : Táidōng Xiàn ; tpy : Táidong Siàn ; Wade-Giles : T'ai-tung Hsien) est un comté de la République de Chine situé au sud-est de l'île de Taïwan. Son chef-lieu est la ville de Taitung. Au novembre 2010, le comté comptait 230 729 habitants pour une superficie de 3 515 km2

## Administration

### Ville
1. Taitung (台東市)

### Communes

#### Communes urbaines
1. Chenggong (成功鎮)
2. Guanshan (關山鎮)

#### Communes rurales
1. Beinan (卑南鄉)
2. Changbin (長濱鄉)
3. Chihshang (池上鄉)
4. Daren (達仁鄉)
5. Dawu (大武鄉)
6. Donghe (東河鄉)
7. Haiduan (海端鄉)
8. Jinfeng (金峰鄉)
9. Lanyu ou île des Orchidées (蘭嶼鄉)
10. Luye (鹿野鄉)
11. Lyudao ou île Verte (綠島鄉)
12. Taimali (太麻里鄉)
13. Yanping (延平鄉)